# ژول لرمینا
ژول لرمینا (به فرانسوی: Jules Lermina) رمان‌نویس و روزنامه‌نگار قرن نوزدهم میلادی اهل فرانسه است.
از آثار او میتوان به کتاب پسر کنت مونت کریستو اشاره کرد که توسط خلیل ثقفی به فارسی برگردانده شده است.